# Ланга-де-Дуеро
Ланга-де-Дуеро (ісп. Langa de Duero) — муніципалітет в Іспанії, у складі автономної спільноти Кастилія-і-Леон, у провінції Сорія. Населення — 823 особи (2010).
Муніципалітет розташований на відстані близько 140 км на північ від Мадрида, 80 км на захід від Сорії.
На території муніципалітету розташовані такі населені пункти: (дані про населення за 2010 рік)
- Алькосар: 39 осіб
- Босігас-де-Пералес: 86 осіб
- Ланга-де-Дуеро: 588 осіб
- Вальдансо: 55 осіб
- Вальдансуело: 0 осіб
- Саяс-де-Торре: 55 осіб

## Демографія
Динаміка населення (INE ):

## Галерея зображень

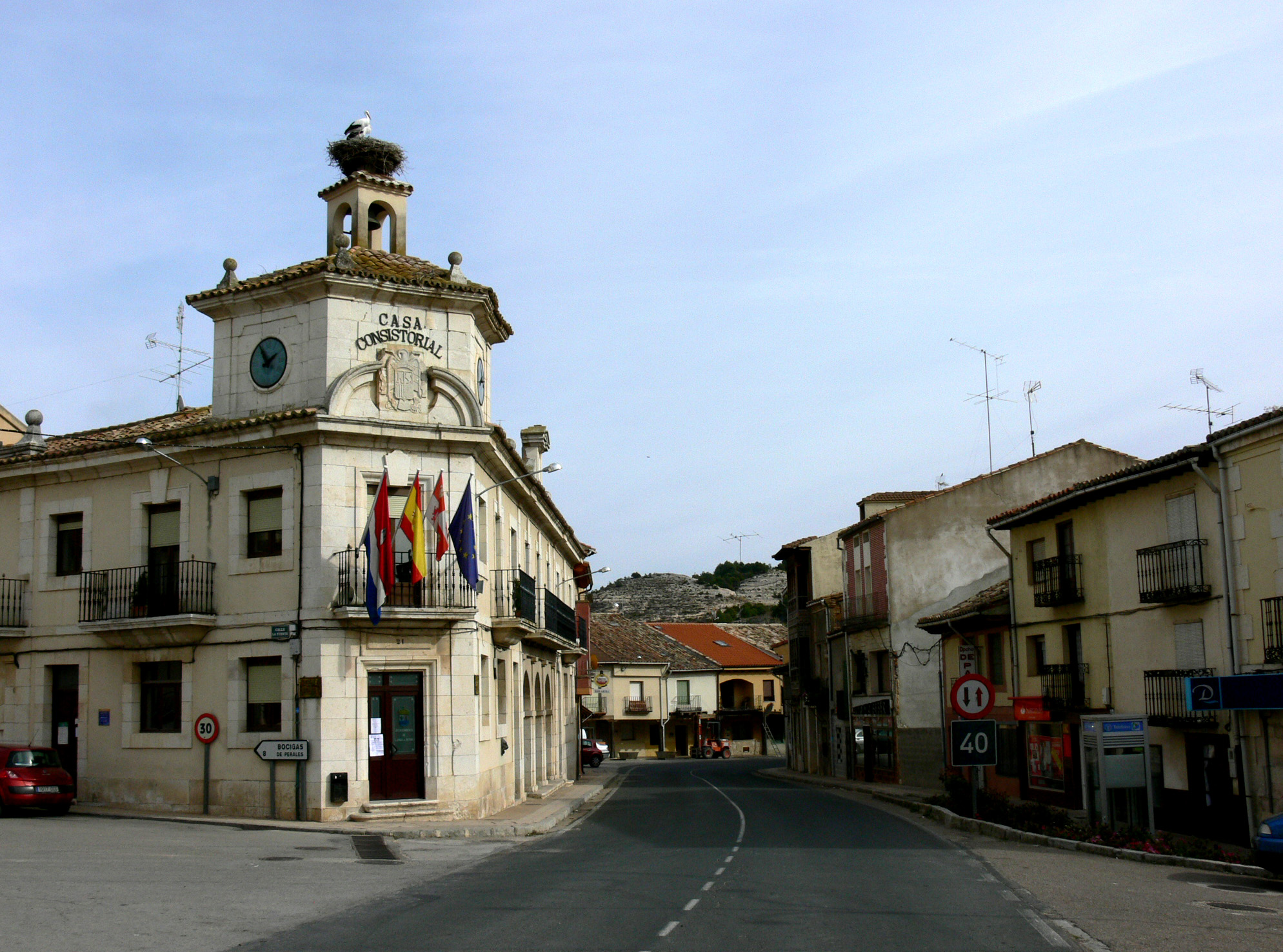
Центр міста
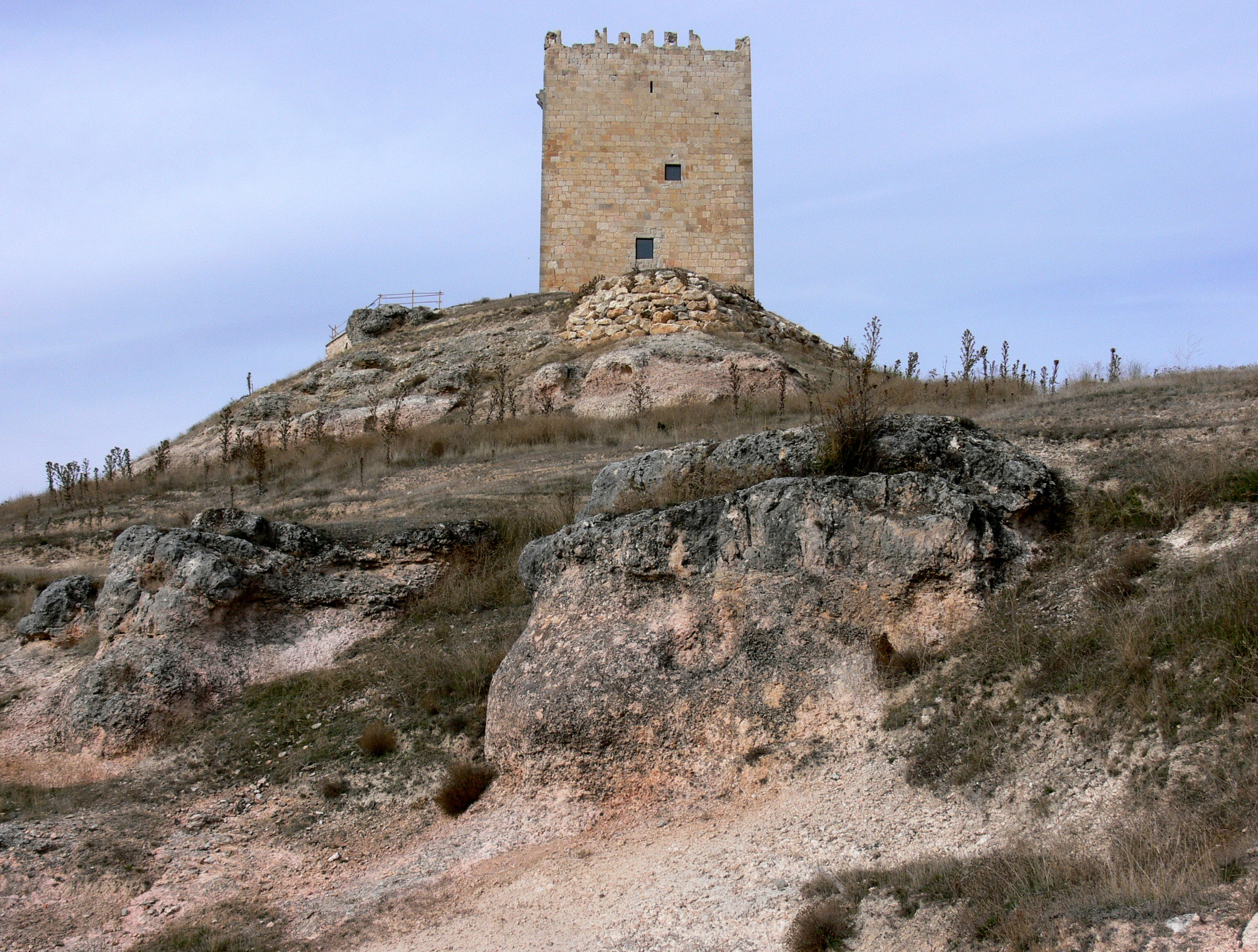
Вежа замку
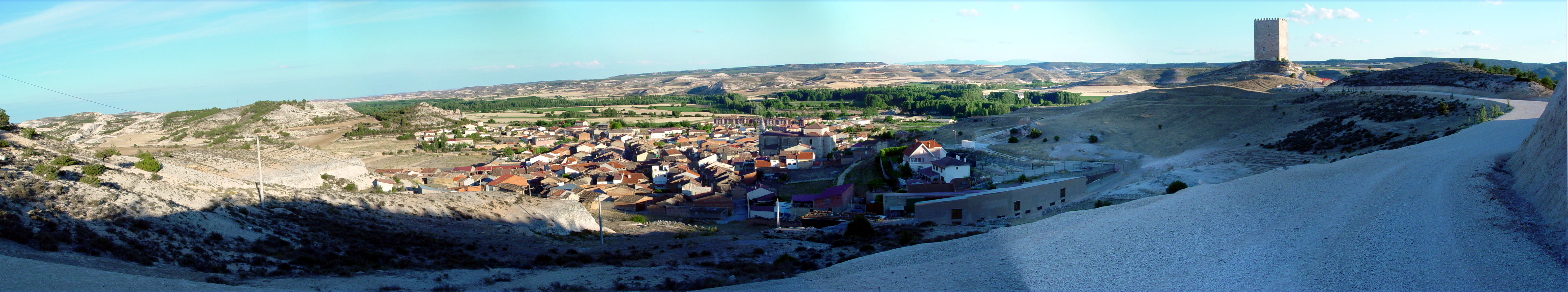
Панорама